# Идельбаев, Габдулла Сафаргалиевич
Габдулла Сафаргалеевич Идельбаев (баш. Ғабдулла Сәфәргәрәй улы Иҙелбаев, 1893—1918) — деятель Башкирского национального движения, поручик.

## Биография
Родился 1893 году в д. Тляумбетово Оренбургской губернии. Учился в медресе г. Казани.
В 1914 году окончил 1-ю Оренбургскую мужскую гимназию.
В 1914—1915 гг. учился сначала на медицинском факультете, а затем перевёлся на юридический факультет Казанского университета.
В 1915—1917 гг. участвовал в Первой мировой войне, за боевые отличия ему было присвоено звание поручика. В 1917 году служил в г. Симферополе.
Участвовал в работе II Всебашкирского курултая (съезда), проходившего с 25 по 29 августа 1917 года в г. Уфе.
Включён в состав Башкирского правительства и Кесе-Курултая — предпарламента Башкурдистана.
Являлся депутатом Всероссийского учредительного собрания от башкир-федералистов Оренбургской губернии.
В начале 1918 году совместно с Амиром Карамышевым и Гимраном Магазовым был откомандирован в Бурзян-Тангауровский кантон для руководства организацией I Башкирского полка Башкирского войска.
2 марта 1918 года в Баймаке по приказу С. М. Цвиллинга был арестован представителями Баймакского совета рабочих-депутатов.
4 марта 1918 года башкирские отряды под руководством А. Б. Карамышева, требуя освобождения членов Башкирского Правительства, взяли в осаду Баймак. 6 марта прибывший из Оренбурга отряд красноармейцев отбивает осаду. 7 марта по решению суда рабочих и красноармейцев, вместе с другим членом Башкирского Правительства — Гимраном Магазовым и пятью польскими советниками-офицерами, Габдулла Идельбаев был расстрелян (см. статью Баймакский расстрел).

Вот как описывает картину расстрела очевидец событий Х. А. Габитов:
«…Начальник красных отдал команду на молебен. Наши дважды по четыре раза произнесли намаз. Поляки крестились. После молитвы Габдулла Идельбаев и Гимран Магазов стоя на ногах, а поляки на коленях вновь построились. Габдулла Идельбаев сказал:

— Нас убиваете, но остается в живых еще два миллиона башкир. Вы не сможете заглушить нашу священную идею, пока не перебьете весь этот двухмиллионный народ. Мы встретим смерть со спокойной душой.

Затем последовал приказ начальника красных. Так как расстрельщики были пьяны, залпа не получилось, стрельба оказалась беспорядочной. Польские офицеры, не сразу скончавшиеся, еще шевелились. Габдулла и Гимран, какой-то силой, все еще стояли на ногах. Вот затихли польские офицеры. А наши все стоят. Наконец, сначала Гимран, а за ним Габдулла, медленно склоняясь назад, упали, героически и с открытой грудью встретив славную смерть.»

## Память
- Его именем был назван 2-й Башкирский кавалерийский полк.
- Бурзян-Тангауровское кантонное управление поддержало инициативу местного населения об открытии в Баймаке начальной школы-пансиона (интернат) на 15—20 шакирдов в честь «первых жертв любимого их сердцу родного Башкортостана Губдуллы Идельбаева и Гимрана Магазова»[2].